# Haute-Loire
Haute-Loire (IPA: [otˈlwaʁ]; okcitánul: Naut Léger) a 83 eredeti département egyike, amelyeket a francia forradalom alatt 1790. március 4-én hoztak létre.

## Elhelyezkedése
Franciaország déli-középső részén terül el, Auvergne-Rhône-Alpes régió (2015 végéig Auvergne régió) része. A megyét északkeletről Loire, délkeletről Ardèche, délnyugatról Lozère, nyugatról Cantal, északnyugatról Puy-de-Dôme megyék határolják.

## Települések
A megye legnagyobb városai 2011-ben:
| Település       | Népesség |
| --------------- | -------- |
| Le Puy-en-Velay | 18 537   |
| Yssingeaux      | 7 009    |
| Brioude         | 6 664    |